# Clodoaldo (santo)
Clodoaldo (522 - c. 560), também conhecido como São Clodoaldo, era filho do rei Clodomiro de Orleães.

## Vida
Clodoaldo foi criado em Paris (França) por sua avó, Santa Clotilde. Ele possuía dois irmãos, os quais foram assassinados por seu tio Clotário I. Clodoaldo sobreviveu porque conseguiu fugir para Provença.
Clodoaldo renunciou ao trono e tornou-se um estudioso eremita e discípulo de São Severino de Nórica.
Visitado por muitas pessoas, especialmente para ouvir conselhos e obter curas, Clodoaldo, na verdade, não ganhou nada, mantendo-se distante da sociedade. Ele, portanto, retornou à Paris, onde foi recebido com alegria. Atendendo a pedidos populares, Clodoaldo foi ordenado sacerdote no ano de 551, pelo Bispo Eusébio de Paris, tendo servido à Igreja por algum tempo.
Clodoaldo criou um santuário em Nogent-sur-Seine, onde atualmente são mantidas suas relíquias. A vila onde fica seu túmulo foi rebatizada com o nome de Saint-Cloud.
O dia dedicado à São Clodoaldo é 7 de Setembro.

## Localidades com o nome de São Clodoaldo
- Saint-Cloud, França
- Saint Cloud, Minnesota
- Saint Cloud, Flórida
- Saint Cloud, Wisconsin